# Micichiton callisto
Micichiton callisto is een keverslakkensoort uit de familie van de Lepidochitonidae. De wetenschappelijke naam van de soort is voor het eerst geldig gepubliceerd in 2002 door Clark.